# レッドランサム
レッドランサム (Red Ransom) はアメリカ合衆国で生産された競走馬、および種牡馬。馬名はオー・ヘンリーの短編小説『赤い酋長の身代金』に由来する。

## 経歴
競走馬時代は3戦して2勝したのみで、種子骨の骨折により引退した。デビュー戦となったサラトガ競馬場のダート5ハロン戦でコースレコードタイムを記録した以外、目立った成績は残していない。
しかし1991年よりケンタッキー州で種牡馬になると、その産駒からエレクトロキューショニストなどの活躍馬を多数出すことに成功。死亡した時点で98頭のステークス勝馬を輩出した。オーストラリアへシャトルされたほか、イギリスのダルハムホールスタッドでも繋養されていた。2009年、オーストラリアで手術後の合併症により安楽死となった。

## おもな産駒
- 1992年産
  - Bail Out Becky（デルマーオークス[1]）
  - Sri Pekan / スリペカン（シャンペンステークス、リッチモンドステークス、コヴェントリーステークス）
- 1994年産
  - Intikhab / インティカブ（ダイオメドステークス、クイーンアンステークス）
- 1996年産
  - Perfect Sting / パーフェクトスティング（2000年ブリーダーズカップ・フィリー&メアターフ[1][2]など）
- 1997年産
  - Ekraar/ エクラール（ジョッキークラブ大賞）
- 2000年産
  - Casual Look / カジュアルルック（2003年オークス[1][2]）
  - Ransom o'War（2003年バイエルンツフトレネン）
- 2001年産
  - Electrocutionist / エレクトロキューショニスト（2005年ミラノ大賞、インターナショナルステークス[1]、2006年ドバイワールドカップ[1][2]）
- 2003年産
  - Red Clubs / レッドクラブス（2007年スプリントカップ[2]）
- 2004年産
  - ロックドゥカンブ（2007年ラジオNIKKEI賞、セントライト記念）[2]
- 2005年産
  - Typhoon Tracy / タイフーントレーシー（2009年クールモアクラシック、マイヤークラシック、2010年CFオーアステークス、フューチュリティステークス、クイーンオブザターフステークス、2011年CFオーアステークス）
- 2006年産
  - Reggane / レゲーネ（2010年E.P.テイラーステークス）

## 血統表
| レッドランサムの血統ロベルト系 / Nearco 5×5×4=12.50%、Blue Larkspur 5×5=6.25%（父内）、Sir Gallahad III・Bull Dog 5×5=6.25%（父内） | レッドランサムの血統ロベルト系 / Nearco 5×5×4=12.50%、Blue Larkspur 5×5=6.25%（父内）、Sir Gallahad III・Bull Dog 5×5=6.25%（父内） | レッドランサムの血統ロベルト系 / Nearco 5×5×4=12.50%、Blue Larkspur 5×5=6.25%（父内）、Sir Gallahad III・Bull Dog 5×5=6.25%（父内） | （血統表の出典）    | （血統表の出典） |
| 父 Roberto 1969 鹿毛 | 父の父Hail to Reason 1958 黒鹿毛 | Turn-to | Royal Charger       | Royal Charger    |
| 父 Roberto 1969 鹿毛 | 父の父Hail to Reason 1958 黒鹿毛 | Turn-to | Source Sucree       |                  |
| 父 Roberto 1969 鹿毛 | 父の父Hail to Reason 1958 黒鹿毛 | Nothirdchance | Blue Swords         | Blue Swords      |
| 父 Roberto 1969 鹿毛 | 父の父Hail to Reason 1958 黒鹿毛 | Nothirdchance | Galla Colors        |                  |
| 父 Roberto 1969 鹿毛 | 父の母Bramalea 1959 黒鹿毛 | Nashua | Nasrullah           | Nasrullah        |
| 父 Roberto 1969 鹿毛 | 父の母Bramalea 1959 黒鹿毛 | Nashua | Segula              |                  |
| 父 Roberto 1969 鹿毛 | 父の母Bramalea 1959 黒鹿毛 | Rarelea | Bull Lea            | Bull Lea         |
| 父 Roberto 1969 鹿毛 | 父の母Bramalea 1959 黒鹿毛 | Rarelea | Bleebok             |                  |
| 母 *アラビアII Arabia 1977 鹿毛 | 母の父Damascus 1964 鹿毛 | Sword Dancer | Sunglow             | Sunglow          |
| 母 *アラビアII Arabia 1977 鹿毛 | 母の父Damascus 1964 鹿毛 | Sword Dancer | Highland Fling      |                  |
| 母 *アラビアII Arabia 1977 鹿毛 | 母の父Damascus 1964 鹿毛 | Kerala | My Babu             | My Babu          |
| 母 *アラビアII Arabia 1977 鹿毛 | 母の父Damascus 1964 鹿毛 | Kerala | Blade of Time       |                  |
| 母 *アラビアII Arabia 1977 鹿毛 | 母の母Christmas Wind 1967 鹿毛 | Nearctic | Nearco              | Nearco           |
| 母 *アラビアII Arabia 1977 鹿毛 | 母の母Christmas Wind 1967 鹿毛 | Nearctic | Lady Angela         |                  |
| 母 *アラビアII Arabia 1977 鹿毛 | 母の母Christmas Wind 1967 鹿毛 | Bally Free | Ballymoss           | Ballymoss        |
| 母 *アラビアII Arabia 1977 鹿毛 | 母の母Christmas Wind 1967 鹿毛 | Bally Free | Fair Freedom F-No.6 |                  |